# Seznam děkanů Obchodně podnikatelské fakulty v Karviné Slezské univerzity v Opavě
Toto je seznam děkanů Obchodně podnikatelské fakulty v Karviné Slezské univerzity v Opavě.
1. Emanuel Šustek (1990–1994)[1]
2. Stanislav Polouček (1994–2000)[1]
3. Tibor Paulík (2000–2003)[1]
4. Vojtěch Malátek (2003–2006)[1]
5. Bohumil Fiala (2007–2012)[1]
6. Pavel Tuleja (2013–2015)[2][3]
7. Daniel Stavárek (2015–2023)[4]
8. Roman Šperka (od 2023)[5]